# Air New Zealand
Air New Zealand Limited je nacionalni zračni prijevoznik iz Novog Zelanda. Sjedište tvrtke je u najvećem gradu Novog Zelanda, Aucklandu. Sa svojom flotom od preko 100 zrakoplova lete na više od 60 domaćih i međunarodnih odredišta, od Azije, Europe, Sjeverne Amerike do Oceanije. Posljednja su kompanija koja je svojim letovima obilazila oko svijeta. Zadnji takav let (Auckland - Hong Kong - London) je bio u ožujku 2013. Air New Zealand je član udruženja Star Alliance kojem su pristupili 1999. godine.

## Povijest
Air New Zealand je izvorno nastao 1940. pod imenom Tasman Empire Airways Limited (TEAL). Bila je to tvrtka koja je letjela između Australije i Novog Zelanda. Vlada Novog Zelanda je preuzela tu tvrtku 1965. te promijenila ime u Air New Zealand. U početku su letjeli uglavnom prema međunarodnim odredištima da bi im 1978. odlukom Vlade bila pripojena tvrtka New Zealand National Airways Corporation (NAC) koja je letjela prema domaćim odredištima. Kompanija je privatizirana 1989. ali je 2001. nakon neuspješnog spajanja s tvrtkom Ansett Australia Vlada ponovno postala većinski vlasnik. Air New Zealand je dobio nagradu "Airline of the Year" 2010. i 2012.

## Flota
Air New Zealand trenutno posjeduje flotu od preko 100 zrakoplova. Njihova flota za duge relacije se uglavnom oslanja na Boeing 777 zrakoplove. Tvrtka je postala prvi kupac novog tipa zrakoplova Boeing 787-9, što se dogodilo 2014. godine. Na kratkim relacijama koriste uglavnom Airbua A320 zrakoplove. 
Air New Zealand flota se sastoji od sljedećih zrakoplova (22. studenoga 2015.):
* J, P, S i Y su kodovi koji označavaju klasu sjedala u zrakoplovima, a određeni su od strane Međunarodne udruge za zračni prijevoz.
Osim glavne flote Air New Zealand skupa sa svojim podružnicama ima 105 zrakoplova. Mount Cook Airline ima 15 zrakoplova, Air Nelson 23, a Eagle Airways 18.

## Nesreće i incidenti
Air New Zealand je kroz svoju povijest imao više od deset ozbiljnih nesreća. Neke od njih su:
- 4. srpnja 1966., Air New Zealand Douglas DC-8 se srušio na trening letu nedugo nakon polijetanja pri čemu su poginule dvije osobe. U zrakoplovu nije bilo putnika.[10][11]
- 17. veljače 1979. Air New Zealand Fokker Friendship se srušio u Manukau Harbour prilikom slijetanja. Dvije osobe su izgubile život.[12]
- 28. studenoga 1979., Air New Zealand McDonnell Douglas DC-10-30 je udario u planinu Mount Erebus pri čemu je život izgubilo, 257 osoba.
- 19. svibnja 1987. Air New Zealand zrakoplov na letu 24 je otet u gradu Nadi. Otmičar je šest sati držao zatočene tri osobe u pilotskoj kabini. Na kraju je uspješno svladan i nije bilo ozlijeđenih.[13]
- 30. kolovoza 2002., Air New Zealand Boeing 747-400 na letu iz Londona za Auckland je izgubio dva metra velik dio repa nedugo nakon polijetanja. Posada je primijetila da nešto nedostaje tek nakon 12 sati na prilazu u Los Angeles. Sigurno su sletjeli, bez ozlijeđenih osoba.[14]
- 8. veljače 2008. dogodio se pokušaj otmice na letu broj 2279. Žena je prijetila osoblju zrakoplova da ima bombu ali je na kraju uspješno svladana i uhićena. Tri osobe su zadobile ubodne rane.[15][16]